# ویرتن ۱۸۸۷
سیارک ۱۸۸۷ (به انگلیسی: 1887 Virton، نامگذاری:1950TD) هزار و هشتصد و هشتاد و هفتمین سیارک کشف شده‌است که در ۵ اکتبر ۱۹۵۰ کشف شد.
قدر مطلق سیارک برابر ۱۱٫۳۰ است.